# Кодромб (Лодзинське воєводство)
Кодромб (пол. Kodrąb) — село в Польщі, у гміні Кодромб Радомщанського повіту Лодзинського воєводства.
Населення — 825 осіб (2011).
У 1975-1998 роках село належало до Пйотрковського воєводства.

## Демографія
Демографічна структура станом на 31 березня 2011 року:
|          | Загалом | Допрацездатний вік | Працездатний вік | Постпрацездатний вік |
| -------- | ------- | ------------------ | ---------------- | -------------------- |
| Чоловіки | 415     | 92                 | 274              | 49                   |
| Жінки    | 410     | 75                 | 236              | 99                   |
| Разом    | 825     | 167                | 510              | 148                  |